# Barbuda

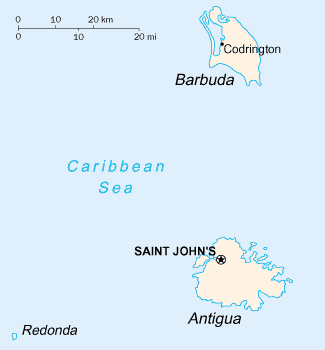
Localizarea insulelor Antigua şi Barbuda

Barbuda este o insulă est-caraibeană, care aparține din punct de vedere politic de statul Antigua și Barbuda. Capitala este Codrington.